# Наследствени болести при човека
Наследствените болести при човека са болестите, чието протичане се променя незначително дори при силно влияние на факторите на средата и са генетично детермирани. Те се разделят на две основни групи – хромозомни и молекулни болести.

## Хромозомни болести
Хромозомните болести се дължат на промени в структурата (хромозомни мутации) или в броя на хромозомите (геномни мутации). Най-честата хромозомна мутация е откъсване на хромозомен фрагмент, а най-честата геномна мутация – анеуплоидия. Наличието на излишна хромозома в някоя хомоложна двойка се нарича тризомия, а наличието само на едната хромозома – монозомия. Тризомиите се срещат по-често. При всички случаи се нарушава нормалното взаимодействие между гените. Анеуплоидията може да засегне както автозомите, така и половите хромозоми.

### Синдроми с аномалии в броя на автозомите
Монозомии не са описани. Срещат се тризомии на 13-а хромозома (синдром на Патау), 18-а хромозома (синдром на Едуардс), 21-ва хромозома (синдром на Даун) и др. Те са съпроводени с изоставане в умственото и физическото развитие и смущения във формирането на скелета и вътрешните органи. По правило отклоненията от нормалния брой на автозомите водят до смърт в детска възраст.

#### Синдром на Даун
Това е най-често срещаната автозомна аномалия. Честотата е 3:2000 новородени. Установена е зависимост между честотата на заболяването и възрастта на майката – при по-възрастни майки честотата нараства значително. Болестта се дължи на тризомия на 21-вата хромозомна двойка. Болните имат в кариотипа си 47 вместо 46 хромозоми. Кариотипът се означава 47 XX+21 или 47 XY+21.
Най-характерните признаци са умствено изоставане, нисък ръст, кръгла глава с плоско лице, монголоидни очи и кожна гънка във вътрешния ъгъл на окото, голям език, аномалии на зъбите, дефекти в ушните миди, къси пръсти, понижен мускулен тонус, повишена подвижност на ставите, вродени сърдечни пороци. Половината от децата умират до тригодишна възраст. Някои от болните може да доживеят до напреднала възраст.

### Синдроми с аномалии в броя на половите хромозоми
Анеуплоидии на X хромозомата: XX, XO,XXX. Дължат се на неразпределяне на X-хромозомата по време на мейозата.

#### Синдром на Клайнфелтер
Най-често срещаната хромозомна аномалия. Честотата е 3:2000 новородени момчета. Кариотипът е 47,XXY. Има две форми на заболяването: пълна и мозаечна т.е. неразделянето на Х хромозомите е станало по време съответно на мейозата или митозата. Основен симптом е мъжкият стерилитет – резултат на аспермия. При нормални външни полови органи има много тежки морфологични изменения в тестисите. Болните са мъже с висок ръст, тесни рамене, широк таз и непропорционален растеж на крайниците, окосмяване и отлагане на подкожна мазнина от женски тип, слабо окосмяване на брадата, недоразвити полови органи. Пациентите са с нормално психическо развитие.
Лечение: провежда се с тестостерон за развитие на вторични полови белези.

#### Синдром на Търнър
Заболелите от този синдром са само момичета. Честотата е 1:2000 новородени момичета. Кариотипът е 45, XO. Жените са с нисък ръст, къс врат и криловидни кожни гънки на шията. Липсват яйчници и матката е недоразвита. Установяват се дефекти в развитието на костите, сърцето и отделителната система. При тях вместо 2 Х хромозоми има само 1. В 75% от случаите става въпрос за загуба на бащината У хромозома по време на мейозата. Ако загубата стане по време на мейозата се получава пълна форма на синдрома, а ако е по време на митозата – непълна форма.
Болните момичета имат 2 водещи симптома: първична аменорея или липса на мензис и стерилитет. Налице са също така недоразвити вторични полови белези, изостават във физическото си развитие – нисък ръст и костната възраст не отговаря на календарната. Умственото развитие е нормално. Има лицев дисморфизъм – къса шия с кожна гънка на врата – заради това тези деца ги наричат малки сфинксчета, хипертелоризъм – голямо между очно разстояние. Ранна проява на заболяването още в периода на новороденото е лимфедема – оток на гърба на стъпалата.
Лечение: ниският ръст се лекува със системно приложение на растежен хормон, а за развитието на вторични полови белези се използват полови хормони.

#### Синдром на „свръхжени“
Честотата е 1:1000 новородени момичета. Възниква по-често, ако родителите са възрастни. Кариотипът е 47, ХХХ. Болните жени са с нарушена функция на яйчниците и обикновено са безплодни. Наблюдава се умствено изоставане.

#### Синдром на „свръхмъже“
Само при мъжете. Получава се при грешка в мейозата – допълнително удвояване, две репликации => 44+XYY. Фенотипната проява е високият ръст, увеличената долна челюст и силно издадените надвеждни дъги. Болните се отличават с агресивно поведение.

## Молекулни болести
Молекулните болести са резултат от генни мутации. Те могат да засегнат регулаторни или структурни гени. Ако е мутирал регулаторен ген, структурните гени, които са под негов контрол, не функционират и съответният белтък не се синтезира изобщо. Ако е мутирал структурен ген, се променя структурата на съответния белтък, той се синтезира, но е с променени свойства и активност. Молекулните болести биват:
- хемоглобинопатии;
- ензимопатии;
- болести, дължащи се на генетични дефекти на клетъчните рецептори;
- фармако-генетични дефекти.

### Хемоглобинопатии
При тази болест в хода на ембрионалното развитие става закономерна смяна на три вида хемоглобин. През първите два месеца на ембрионалното развитие се синтезира хемоглобин Е, от 3-ти до 9-и ембрионален месец – хемоглобин F, чието синтезиране се прекратява непосредствено преди раждането. След това започва синтезирането на хемоглобин А.
Молекулата на хемоглобина съдържа четири полипептидни вериги, две по две еднакви. И трите вида хемоглобин притежават по две алфа-вериги. Освен тях хемоглобин Е съдържа две епсилон-вериги, хемоглобин F – две гама-вериги и хемоглобин А – две бета-вериги. Генните мутации може да засегнат структурни или регулаторни гени на синтезиране на хемоглобин. Мутациите на структурните гени водят до синтезирането на анормални хемоглобини.
Болестите, които възникват, се наричат хемоглобинози. Пример за хемоглобиноза е сърповидноклетъчната анемия. В резултат на генна мутация се образува анормален хемоглобин S. Еритроцитите имат сърповидна форма и лесно се разрушават.

### Ензимопатии
Метаболитният процес е верига от свързани една с друга биохимични реакции, катализирани от ензими. Всеки ензим е кодиран от структурен ген. Когато генът е мутирал, ензимът е с променена структура и не е в състояние да взаимодейства със своя субстрат. Броят на известните ензимопатии е над 6000.
Липсата на определен ензим може да прекъсне метаболитната верига в самото ѝ начало. В резултат се стига до патологично натрупване на субстрат. Метаболитната верига може да бъде прекъсната в някое междинно звено, тогава се получава натрупване на междинни метаболити. Междинният метаболит се натрупва в голямо количество, отлага се в клетките и нарушава нормалното им функциониране.
В някои случаи липсва ензимът, който превръща последния междинен метаболит в крайния продукт на метаболитната верига и липсва краен продукт. Пример за наследствена болест, дължаща се на липса на краен продукт, е албинизъм. При нея липсва ензимът, отговорен за образуването на пигмента меланин. Кожата, космите и ирисите остават непигментирани.

### Болести с генетични дефекти на клетъчните рецептори
Клетъчните рецептори разпознават и взаимодействат със специфични за тях вещества – хормони, метаболити, лекарства и др. Генетичният дефект на определен вид клетъчни рецептори води до невъзможност съответното вещество да бъде усвоено и използвано от клетките. Пример за такова нарушение е генетичният дефект на клетъчните рецептори за холестерол. Те са отговорни за свързването, пренасянето и използването на холестерола, който участва в образуването на клетъчните мембрани и на някои хормони. Когато холестероловите рецептори са дефектни, клетките не са в състояние да усвоят холестерола от кръвната плазма и той се отлага в артериалните стени. Това води до развитие на ранна атеросклероза.

### Фармако-генетични дефекти
Силата, продължителността и механизмът на действие на много лекарства зависят от начина, по който те се разграждат в организма от определени ензими. При генетично обусловени дефекти на някои от тези ензими настъпва промяна в действието на много лекарства – аналгетици, сулфонамиди, антибиотици и др. Фармако-генетичните дефекти са предразположения, които може да останат и неразпознати, ако съответното лекарство не се приема.

## Медико-генетична консултация
Медико-генетичното консултиране включва поставянето на диагноза преди раждането (дородова диагностика), определяне на генетичния риск за увреждане на потомството, прогнозиране и профилактика на наследствените аномалии. На дородова диагностика подлежат:
- всички бременни над 35-годишна възраст;
- семейства, в които е раждано дете с наследствено заболяване;
- генетични аномалии в родословието на някой от родителите;
- семейства, в които някой от родителите работи във вредна среда (повишена радиация, тежки метали и др.)

Дородовата диагностика трябва да бъде проведена през първата половина на бременността. Основен метод на дородовата диагностика е ултразвуковото изследване. Чрез него се установяват груби аномалии – липса на мозък, деформации на гръбначния стълб и крайниците и др.
Голяма част от генетичните дефекти могат да бъдат установени чрез изследване на околоплодната течност. Околоплодната течност се взима чрез метод, наречен амниоцентеза. Околоплодната течност и клетките на плода, които се съдържат в нея, се подлагат на биохимичен, хромозомен и ДНК- анализ.
Има наследствени болести, които може успешно да се лекуват, ако лечението започне непосредствено след раждането. Ако бъдат диагностицирани аномалии, причиняващи тежка инвалидност на плода, без да е възможно лечение, бременността се прекъсва. Най-добре е това да стане до 20-ата седмица на бременността.